# Zumi
Els zumi foren un poble germànic que vivia prop dels lugis, esmentats per Estrabó al llibre VII de la seva obra Geographia. Aquest autor és l'únic que els anomena quan diu que foren sotmesos pel rei marcomà Marobod.
El nom de Zumi apareix a traduccions i obres sobre el tema, tant en anglès, com en francès, com en italià (també com a zuomi), així com en grec (Ζούμους). En canvi, en unes altres traduccions aquest nom no hi apareix. També per uns altres noms del mateix passatge de Geographia hom ha proposat canvis, degut a la corrupció de l'original (per exemple, butons en lloc de gutons).